# Duizendpotigen
De duizendpotigen, ook wel veelpotigen genoemd (Myriapoda), vormen een onderstam van kruipende, geleedpotige dieren. Duizendpotigen hebben een langwerpig lichaam dat over het algemeen een duidelijke segmentatie vertoont. Elk lichaamssegment draagt één of twee paar flexibele poten. Duizendpotigen hebben de typische gewoonte hun pootjes in een ritmisch, golvend patroon te bewegen terwijl het dier zich verplaatst.
Wereldwijd zijn er meer dan 16.000 soorten duizendpotigen beschreven. Alle soorten zijn landbewonend en zoeken vooral vochtige omgevingen, zoals bodems of dode bladeren. De Myriapoda bestaat uit vier groepen: duizendpoten, miljoenpoten, weinigpoten en wortelduizendpoten. De laatste drie worden ook wel samengevat als de Progoneata, omdat de geslachtsopening bij deze dieren vooraan in het lichaam is geplaatst. De verwantschappen tussen deze groepen is onduidelijk.
De namen duizendpoten en miljoenpoten zeggen niets over het potenaantal; sommige soorten duizendpoten hebben bijvoorbeeld meer poten dan sommige miljoenpoten. Duizendpoten hebben altijd één paar poten aan ieder segment, miljoenpoten hebben twee paar poten per segment. Dit komt doordat de segmenten van de miljoenpoten zich in de loop der evolutie paarsgewijs hebben samengevoegd.

## Omschrijving

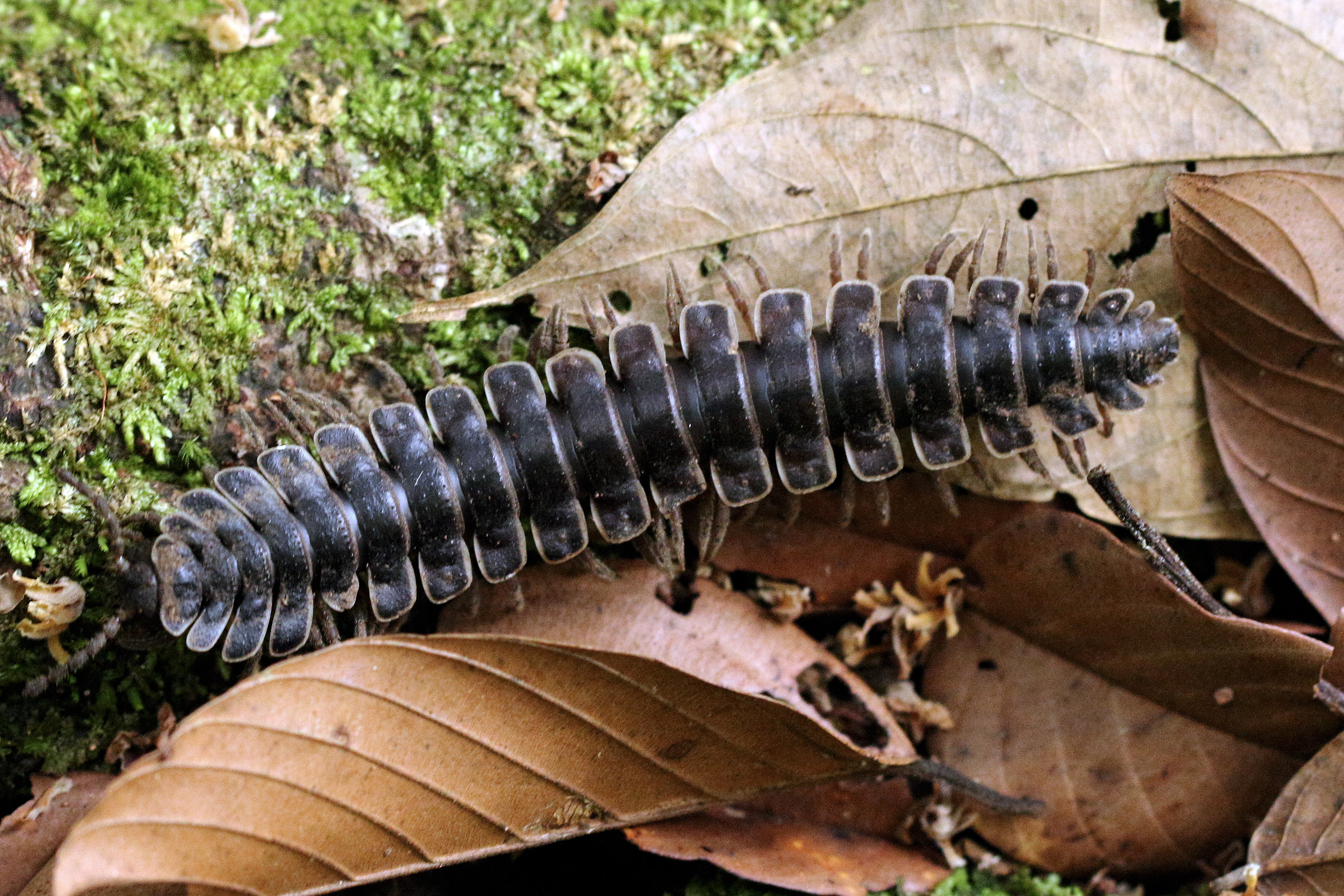
De grote platrug (Polydesmus angustus)

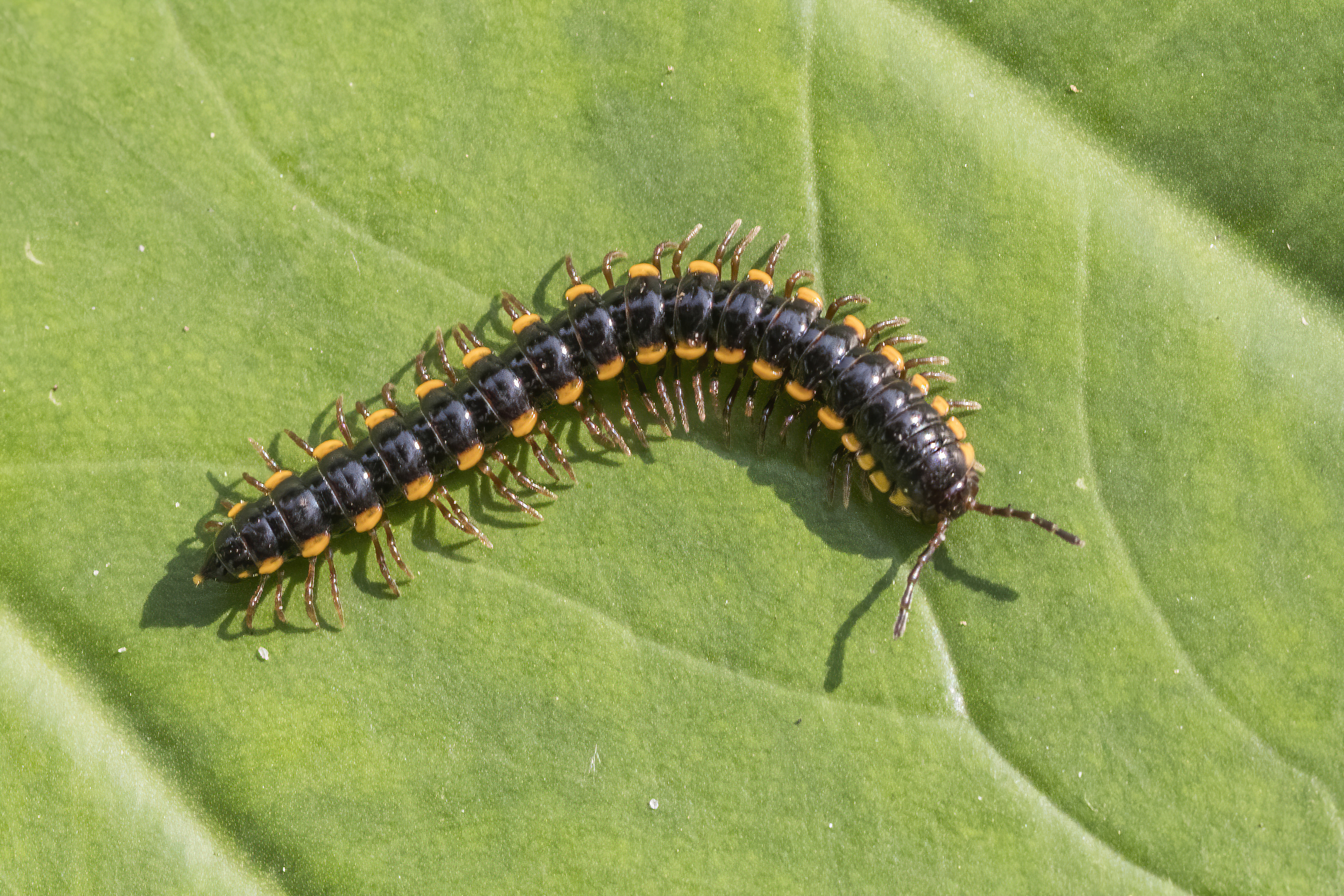
Een tropische miljoenpoot (Asiomorpha coarctata) uit Zuid-Oost Azië

De duizendpotigen zijn zonder uitzondering landbewonende dieren die in lengte variëren van 0,2 tot 30 cm. Ze gaan meestal 's nachts op zoek naar voedsel en verstoppen zich overdag onder stenen, boomstammen of bladeren. Sommige soorten, vooral de jagende duizendpoten, hebben gifkaken aan de voorzijde van de kop, die ontstaan zijn uit het eerste potenpaar. Ook miljoenpoten hebben dergelijke omgebouwde voorpoten, maar deze kunnen er niet mee bijten en gebruiken de klieren alleen voor de verdediging.
Tot de duizendpotigen behoren vier subgroepen:
- De duizendpoten of Chilopoda: afgeplat lichaam, één paar poten per segment en in het bezit van gifkaken, typische roofdieren.
- De miljoenpoten of Diplopoda: meer buisvormig lichaam, twee paar poten per segment, afvaletende levenswijze.
- De weinigpotigen of Pauropoda: kleine, enkele millimeters lange op duizendpoten gelijkende diertjes, met 3 tot 9 paar kleine pootjes.
- De wortelduizendpoten of Symphyla: lijken enigszins op duizendpoten, maar zijn verhoudingsgewijs veel langer en wit van kleur. Ze leven allemaal ondergronds en hebben geen ogen.

De vier groepen zijn zodanig verschillend dat het samenvoegen tot één groep iets kunstmatigs heeft, maar uit het oogpunt van overzichtelijkheid wordt dit gewoonlijk toch gedaan. De verschillen tussen de vier in bouw, levenswijze en ecologie tussen de groepen zijn groot; zo zijn alle duizendpoten snelle jagers, miljoenpoten zijn juist afvaleters.

## Bouw

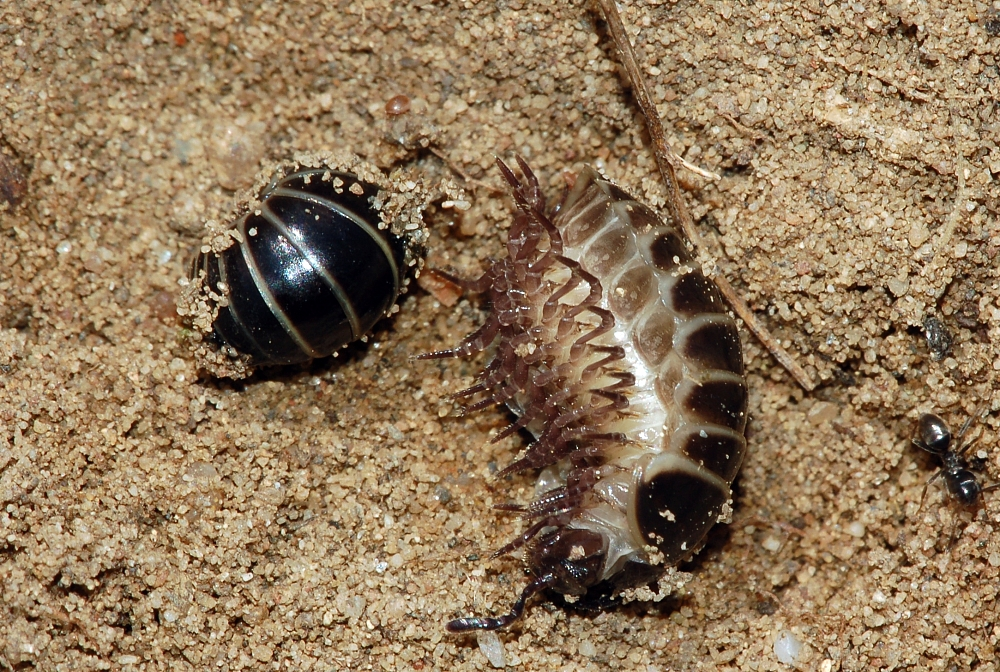
Oprollers lijken een beetje op rolpissebedden.

Het lichaam bestaat uit een kop en een romp; een borststuk of kopborststuk (cephalothorax) ontbreekt altijd in tegenstelling tot vrijwel alle andere geleedpotigen als insecten, schorpioenen en spinnen. De kop draagt één paar antennes, één paar bovenkaken (maxillen) en één, soms twee paar onderkaken (mandibels). De romp bestaat uit vele segmenten, die min of meer gelijk van vorm zijn en gewoonlijk elk één paar poten dragen, bij de miljoenpoten zijn het schijnbaar twee paar, omdat de segmenten paarsgewijs gefuseerd zijn. Alleen de eerste drie segmenten achter de kop en het laatste segment dragen geen poten, het laatste segment heeft weleens tastsprieten. Alle soorten worden gekenmerkt door het hoge aantal segmenten, soms meer dan 200 maar meestal rond de 15 of 50. Omdat aan ieder segment 1 of 2 paar poten zit, kan het totale aantal poten ver in de honderden lopen.
Alle duizendpootachtigen zijn landbewoners en de ademhaling vindt plaats door middel van een tracheeënstelsel. Het aan de rugzijde gelegen hart (dat bij sommige soorten ontbreekt, evenals een tracheeënstelsel) is langgerekt van vorm. Het bloed verlaat het hart via slagaders en komt terug via de in de hartwand gelegen ostia (spleetvormige openingen). Het zenuwstelsel ligt aan de buikzijde en heeft de vorm van een touwladder, met in elk segment een paar zenuwknopen.
Pissebedden zijn overigens géén duizendpotigen, hoewel ze er enkele kenmerken mee delen. Sommige oprollers (Glomerida) echter lijken uiterlijk als twee druppels water op rolpissebedden, en oprollers behoren wel tot de duizendpotigen. Ze behoren tot de miljoenpoten maar lijken qua vorm meer op kevers en kunnen zich net als een rolpissebed helemaal in hun rugpantser oprollen zodat de pootjes en buik volledig beschermd zijn. De meeste miljoenpoten rollen hun lange lichaam bij verstoring op in een spiraalvorm.

## Voortplanting

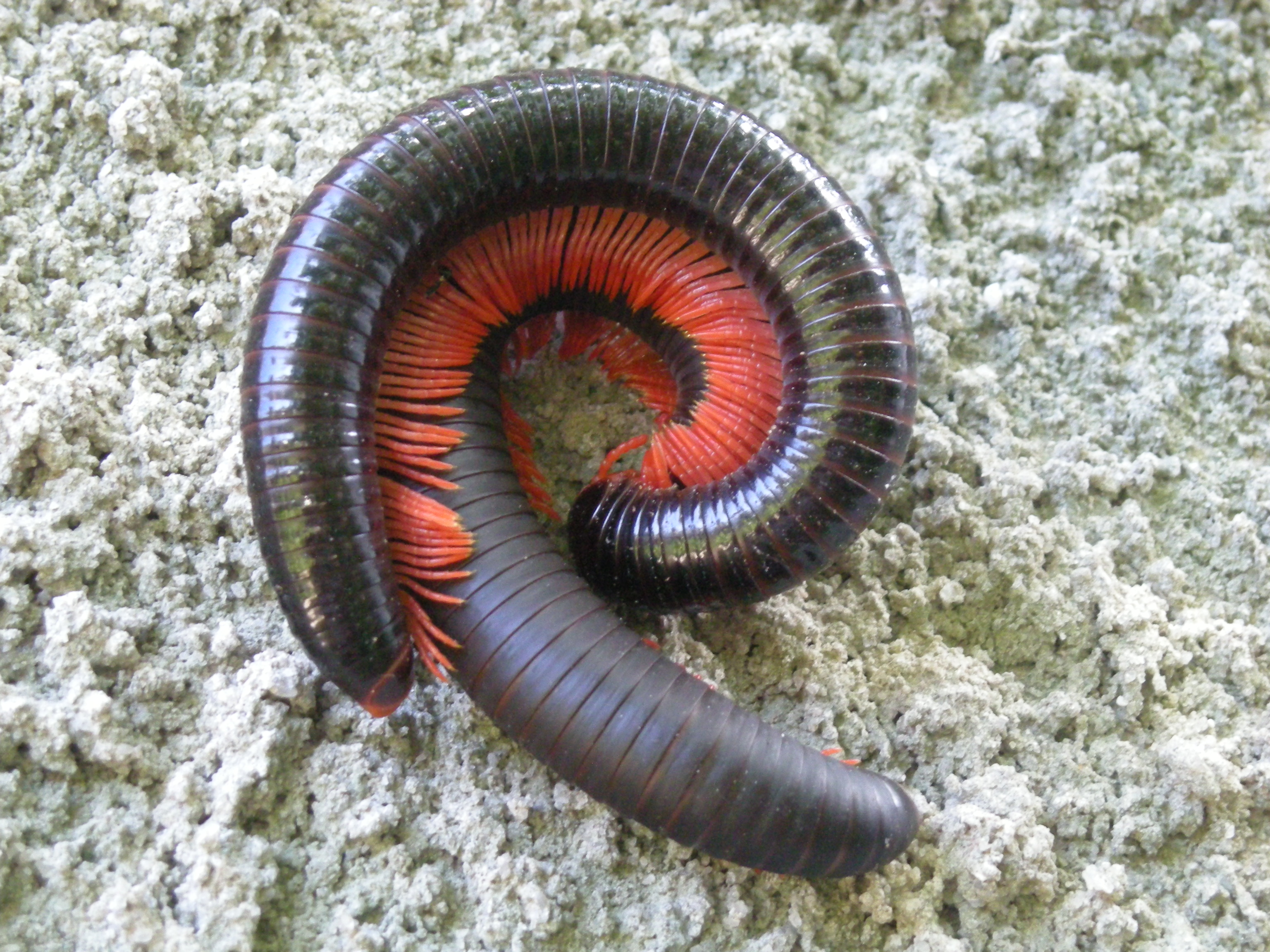
Parende Afrikaanse reuzenmiljoenpoten (Archispirostreptus gigas)

De duizendpotigen zetten de eitjes af in de grond, onder stenen of in rottend hout, vooral duizendpoten staan erom bekend dat de vrouwtjes de eitjes en soms zelfs de jongen een tijdje bewaken en schoon houden. De jongen hebben als ze uit het ei kruipen maar 3 tot 7 paar poten en krijgen pas tijdens hun ontwikkeling het volledige aantal poten; per vervelling krijgt het dier er een segment met een paar poten bij. Veel soorten leven relatief aanzienlijk langer dan andere geleedpotigen zoals insecten, zelfs de gewone kleine soorten kunnen er al jaren over doen om volwassen te worden.

## Voortbeweging

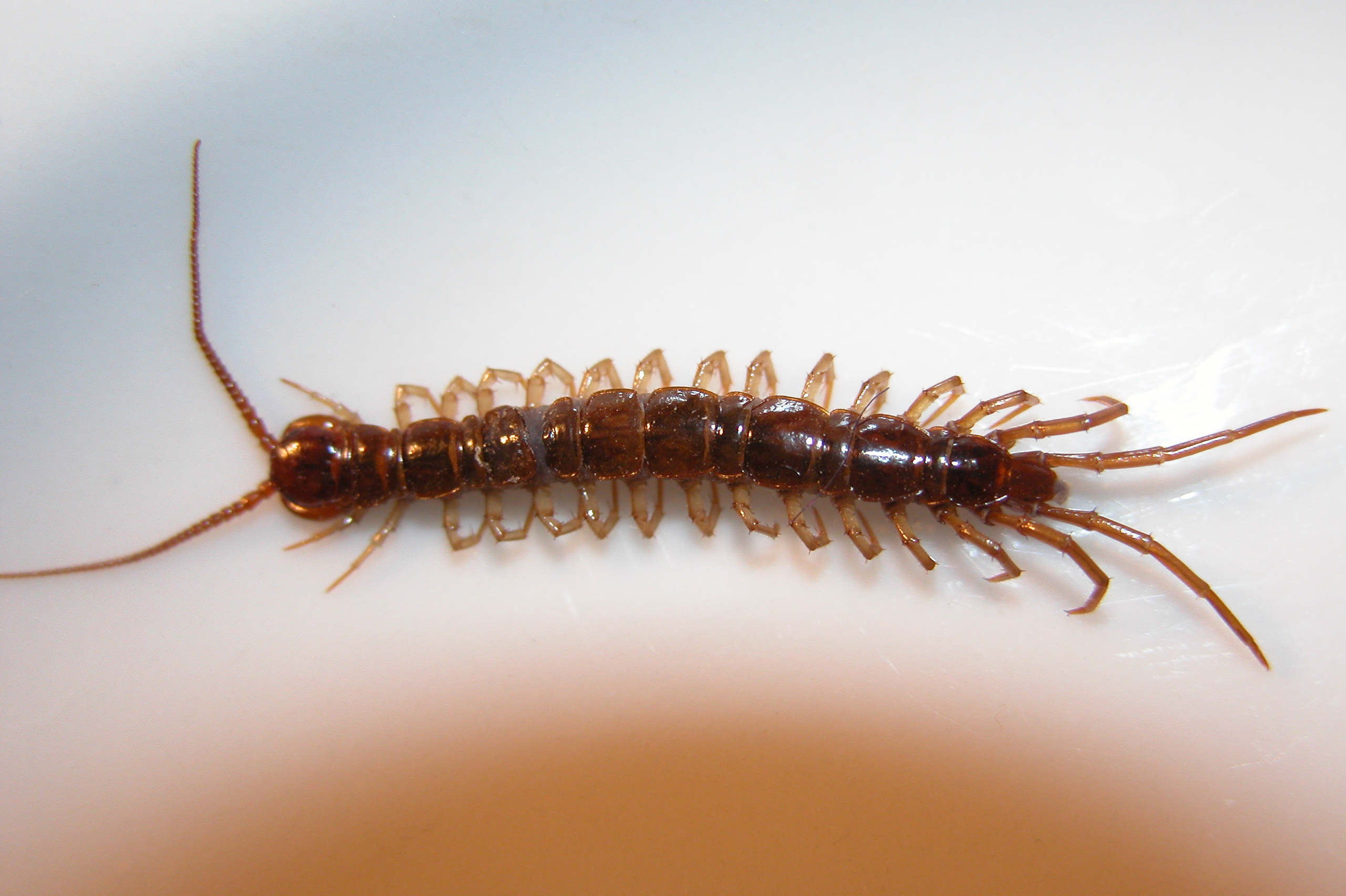
De gewone duizendpoot (Lithobius forficatus)

Het is wonderlijk dat dieren met vele tientallen tot honderden poten zich toch uit de voeten kunnen maken, en hoe al die poten van een duizend- of miljoenpoot het dier voortbeweegt en waarom zo`n dier nooit struikelt. Bij de meeste duizendpotigen bewegen de poten zich ritmisch in golven die elkaar afwisselen aan beide zijden van het lichaam.
De lange, wormachtige Geohilomorpha bewegen zich echter op een andere wijze. Elke poot beweegt zich onafhankelijk van de andere, de beweging van deze duizendpoten is meer gravend dan lopend en de verplaatsing van de poten dient om het lichaam als het ware voort te duwen. De compostduizendpoot (Haplophilus subterraneus) lijkt als hij over de bodem kruipt op een slang; deze soort maakt zigzaggende bewegingen met het lichaam bij de voortbeweging.

## Evolutie
Fylogenie van de Myriapoda wordt getoond in onderstaand cladogram:
|           | Symphyla                                                |
|           |                                                         |
| Collifera | \| \| Pauropoda \| \| \| \| \| \| Diplopoda \| \| \| \| |
|           | \| \| Pauropoda \| \| \| \| \| \| Diplopoda \| \| \| \| |
|           | Pauropoda                                               |
|           |                                                         |
|           | Diplopoda                                               |
|           |                                                         |

|  | Pauropoda |
|  |           |
|  | Diplopoda |
|  |           |

|           | Symphyla                                                |
|           |                                                         |
| Collifera | \| \| Pauropoda \| \| \| \| \| \| Diplopoda \| \| \| \| |
|           | \| \| Pauropoda \| \| \| \| \| \| Diplopoda \| \| \| \| |
|           | Pauropoda                                               |
|           |                                                         |
|           | Diplopoda                                               |
|           |                                                         |

|  | Pauropoda |
|  |           |
|  | Diplopoda |
|  |           |

Over het ontstaan en met name de onderlinge verwantschappen van vele geleedpotigen is nog veel onduidelijkheid, en de duizendpotigen zijn hierop geen uitzondering. Er wordt bijvoorbeeld geopperd dat de Hexapoda, waar alle insecten onder vallen, zijn ontstaan uit de miljoenpoten. Aanwijzingen hiervoor zijn het eerste nimfstadium van veel miljoenpoten dat bestaat uit een in drieën verdeeld lichaam en zes poten, maar bewezen is dit niet. Algemeen wordt aangenomen dat de opsplitsing van de duizendpotigen in de vier groepen die we vandaag de dag kennen is verlopen zoals links is weergegeven. Hierin hebben de duizendpotigen (Myriapoda) zich al vroeg opgesplitst van de duizendpoten (Chilopoda). De rest (Progoneata) heeft zich verder opgesplitst in twee groepen: de wortelduizendpoten (Symphyla) en de miljoenpoten (Diplopoda) en weinigpotigen of tienpotigen (Pauropoda). Deze laatste twee zijn dus nauwer aan elkaar verwant en vormen de groep Collifera.

## Indeling en taxonomie
Over de indeling binnen de klassieke taxonomie bestaat geen consensus. Volgens moleculair genetisch onderzoek zijn de Myriapoda verdeeld in verschillende clades. De miljoenpoten (Diplopoda) en de weinigpotigen (Pauropoda) zijn zustergroepen. Zij vormen samen een clade die weer de zustergroep is van de wortelduizendpoten (Symphyla). Deze drie vormen samen weer een zustergroep van de duizendpoten (Chilopoda).
- Onderstam Myriapoda 
  - Klasse Chilopoda (duizendpoten)
  - Klasse Symphyla (wortelduizendpoten)
  - Klasse Pauropoda (weinigpotigen)
  - Klasse Diplopoda (miljoenpoten)

De weinigpotigen (Pauropoda) en de wortelduizendpoten (Symphyla) zijn twee weinig bekende klassen van de duizendpotigen. De weinigpotigen worden zo genoemd omdat ze 10 of 12 paar poten hebben. Ze worden soms ook wel tienpotigen genoemd maar dit zorgt voor verwarring met de Decapoda, de tienpotigen die tot de kreeftachtigen behoren. De ongeveer 500 soorten leven allemaal in rottend plantaardig materiaal op de bodem, en worden 0,5 tot 2 millimeter lang, uitzonderingen tot 5 mm. Ze lijken uiterlijk op duizendpoten, maar zijn waarschijnlijk een zustergroep van de miljoenpoten.
Wortelduizendpoten tellen ongeveer 150 soorten, die tot een centimeter lang worden en eveneens leven van organisch materiaal. Ze graven relatief diepe gangen van 40 centimeter en kunnen in grote aantallen voorkomen. Het aantal poten bedraagt bij jonge dieren 6 tot 7 paar poten, volwassen exemplaren hebben 12 paar poten.
Duizendpoten staan bekend om de grote gifkaken, vooral Scolopendra-soorten zijn berucht en bovendien razendsnel. Een aantal soorten kan bij een beet zwellingen veroorzaken; de meest soorten hebben een beet die aanvoelt als een wespensteek. Alleen als men allergisch is voor het gif kan een beet dodelijk zijn.
Miljoenpoten hebben ook uitscheidingsorganen aan de zijkanten van het lichaam die een gelige vloeistof produceren die sterk slijmprikkelend is. Polydesmida-soorten scheiden blauwzuur af, en zijn daar zelf overigens niet immuun voor: ze kunnen zichzelf onbedoeld vergiftigen. Miljoenpoten leven van afval, zoals afgevallen fruit en rottende bladeren.

## Galerij

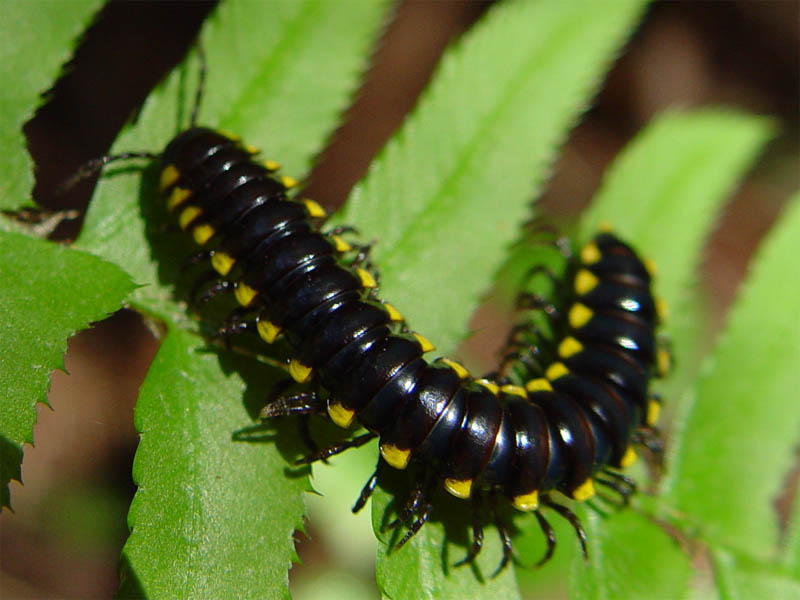
Een tropische miljoenpoot.
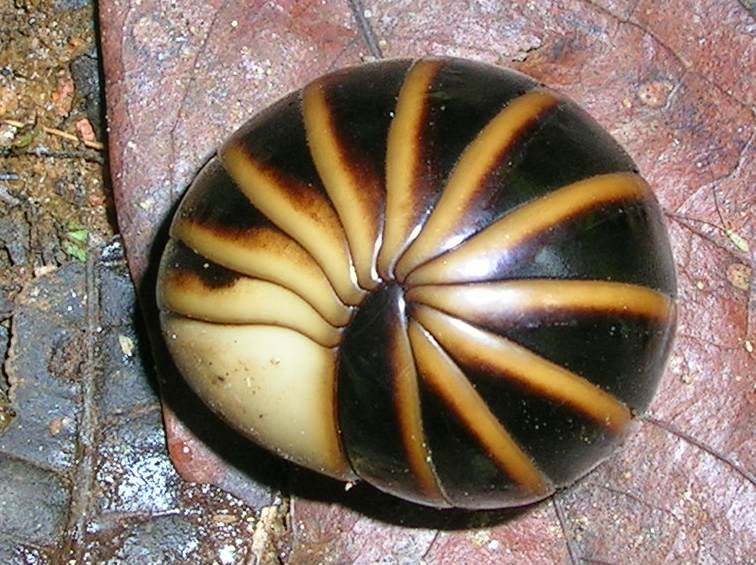
Een oproller.
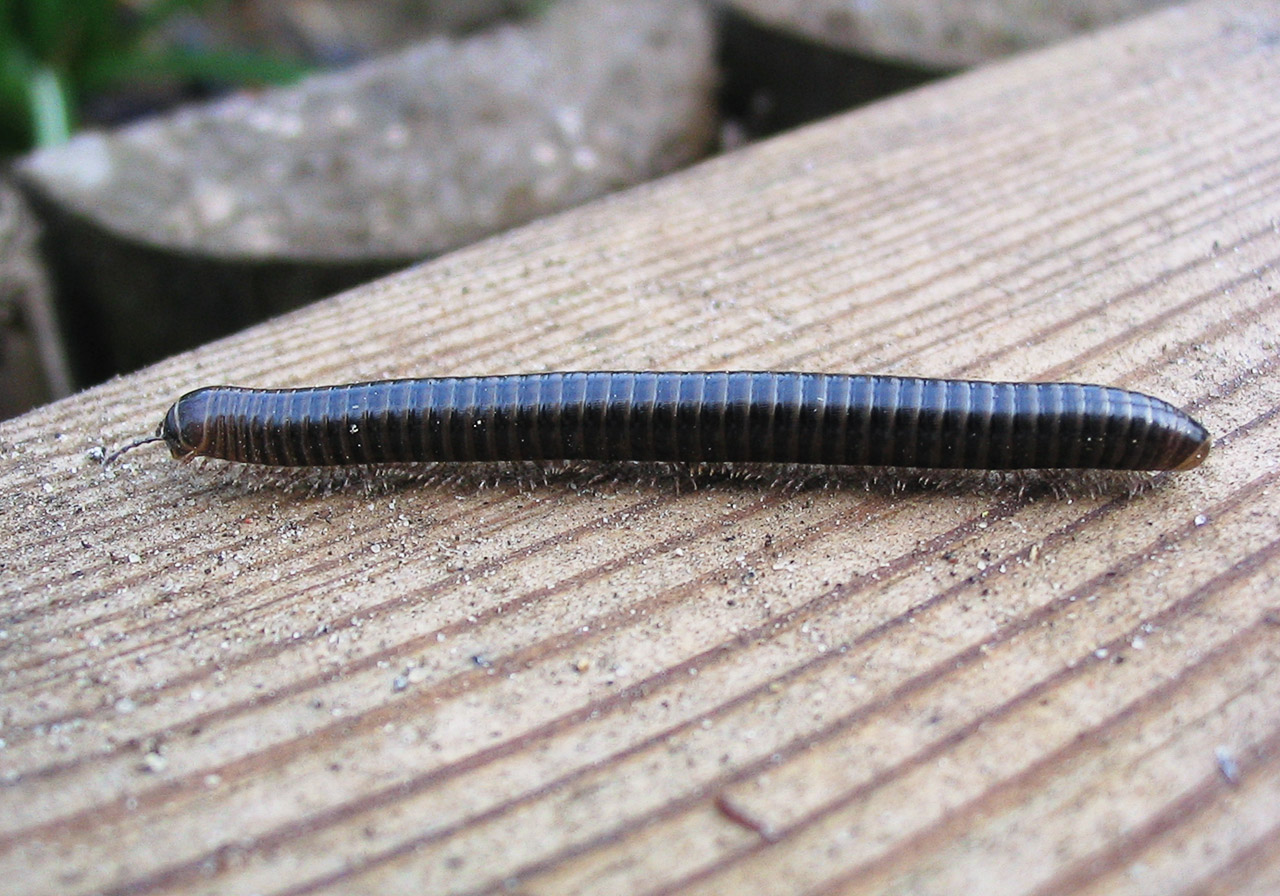
Een typische miljoenpoot